# Samad Vurgun
Samad Vurgun, rodným jménem Samad Jusif oglu Vakilov (ázerbájdžánsky: Səməd Vurgun; 21. března 1906 Salahly – 27. května 1956 Baku) byl ázerbájdžánský a sovětský básník a dramatik.

## Život
V devatenácti letech, roku 1925, publikoval první báseň v novinách Yeni Fikir (Nová myšlenka), jež vycházely v Tiflisu (Tbilisi). Dva roky studoval na Moskevské státní univerzitě (1929–1930) a poté pokračoval ve vzdělávání na Ázerbájdžánském pedagogickém institutu. První sbírka básní – Şairin andı (Básníkova přísaha) – mu vyšla v roce 1930. V roce 1934 vydal dvě klíčové sbírky: Konul Defteri (Kniha duše) a Sheirler (Básně). V roce 1940 vstoupil do Komunistické strany Sovětského svazu. Během války psal burcující vlastenecké básně, jako Bakının dastanı (Legenda o Baku) nebo Ananın öyüdü (Rozloučení matky). Sovětský režim je široce využíval k propagandě, shazoval některé i jako letáky do partyzánských oblastí, například na Ukrajině. To z něj učinilo preferovaného a vlivného autora. Roku 1943 se stal prvním nositelem titulu národní umělec Ázerbájdžánu. V roce 1945 se stal akademikem Ázerbájdžánské národní akademie věd, v roce 1953 byl jmenován jejím místopředsedou. Roku 1946 byl zvolen poslancem Nejvyššího sovětu Sovětského svazu a tento post zastával až do smrti. Byl též předsedou společnosti pro pěstování kulturních vztahů Íránu a komunistického Ázerbájdžánu. V říjnu 1955 onemocněl při návštěvě Vietnamu. kde byl jako člen sovětské delegace. Byl hospitalizován v čínském Pekingu, po několika týdnech se vrátil do Ázerbájdžánu, ale jeho zdravotní stav se zhoršil. Krátce poté zemřel. Ázerbájdžánské státní ruské dramatické divadlo dnes jeho jméno (Səməd Vurğun adına Azərbaycan Dövlət Rus Drama Teatrı). V letech 1978–1991 po něm bylo pojmenováno arménské město dnes nazývané Hovk.